# Chris Dickman

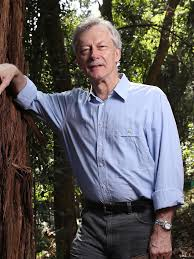
Christopher Dickman

Christopher Richard Dickman (* 25. Mai 1955 in London), häufig auch als Chris Dickman bekannt, ist ein australischer Mammaloge britischer Herkunft. 

## Leben
Dickman ist in London geboren und aufgewachsen. Seine ersten Erfahrungen mit der Naturbeobachtung machte er im Alter von sieben Jahren im Hinterhof der Metzgerei seines Vaters, wo er Fleischstückchen vergrub und anschließend zuschaute, wie Käfer erschienen und ihre Eier darin ablegten. Nach dem Abitur studierte Dickman ab 1973 Naturwissenschaften an der University of Leeds. Beim Besuch des Peak-District-Nationalparks beobachtete er ein wildes Rotnackenwallaby. Dieses Erlebnis inspirierte Dickman zu seinem Forschungsgegenstand, den Beuteltieren. 1976 schloss er sein Bachelor-Studium mit Auszeichnung ab. Anschließend zog Dickman nach Canberra. 1978 begann er ein Zoologie-Studium an der Australian National University, wo er 1982 zum Ph.D. promoviert wurde. Von September 1982 bis September 1984 war er Gastforscher an der University of Oxford. Von Januar 1985 bis Dezember 1988 war er Lecturer für Zoologie an der University of Western Australia in Perth. Von Januar 1989 bis Dezember 1991 war Lecturer für Biologie an der University of Sydney. Von Januar 1992 bis Dezember 1997 war er Senior Lecturer für Biologie an der University of Sydney. Von Januar 1998 bis Dezember 2003 war er Reader für Biologie an der University of Sydney. Seit Januar 2004 ist er Professor für Ökologie an der University of Sydney.
Seit 1990 führt Dickman Langzeitstudien in der Simpsonwüste durch. Diese in Zentralaustralien gelegene Wüste beherbergt mehr Arten von insektenfressenden Säugetieren und Eidechsen als jede andere Wüste. Bei seinen Untersuchungen stellte Dickman fest, dass in Gebieten, in denen die Kammschwanz-Beutelmaus vorkommt, die Vielfalt der kleineren einheimischen Säugetiere zunimmt. Die Kammschwanz-Beutelmäuse reduzieren die Schmalfuß-Beutelmäuse, indem sie ihnen nachstellen oder mit ihnen um Nahrung konkurrieren. Die Schmalfuß-Beutelmäuse wiederum konkurrieren mit kleineren Beuteltieren, wie den Ningauis und den Flachkopf-Beutelmäusen. Je mehr der Bestand der Schmalfuß-Beutelmäuse von den Kammschwanz-Beutelmäusen reguliert wird, desto mehr profitieren die kleineren einheimischen Säugetieren und die Artenvielfalt steigt. Ein weiteres Hauptaugenmerk legt Dickman auf die langfristigen Auswirkungen des Klimas auf die Biodiversität in der Simpsonwüste. Dickman beobachtete, dass Starkregen zu einem sehr schnellen Wachstum bei bestimmten Pflanzen wie dem Spinifex-Gras führt. Dies sorgt für ein größeres Nahrungsangebot für Insekten und andere Wirbellose, die wiederum den einheimischen Ratten und Mäusen als Nahrung dienen. Jedoch fand Dickman ebenfalls heraus, dass die Kleinsäuger vom Aussterben bedroht sind, wenn nach dem Starkregen die Dürre im Klimakreislauf folgt. Die heimischen Gräser, die während des Regens gedeihen, vertrocknen sehr schnell. Dies trägt zur Heftigkeit von Flächenbränden bei, die durch Blitzeinschläge verursacht werden. Sobald das Gras verbrannt ist, haben die Kleinsäuger keinen Unterschlupf mehr und werden somit leichter zur Beute von Rotfüchsen und verwilderten Katzen. 
1991 schloss sich Dickman mit Robert Leslie Pressey, Leong Lim und Harold Parnaby für ein Forschungsprojekt in der Western Division zusammen, um die Faktoren, die die Artenvielfalt von kleinen Landsäugetieren beeinflussen, zu untersuchen. Die Western Division ist das trockene westliche Drittel von New South Wales. Die Wissenschaftler sammelten die Ergebnisse vieler Feldstudien, konsultierten andere Wissenschaftler und untersuchten Museumsexemplare und studierten historische Aufzeichnungen. Sie fanden heraus, dass von den 71 Arten einheimischer Säugetiere, die bei der Ankunft der Europäer im Jahr 1788 in der Western Division vorkamen, im Jahr 1992 nur noch 44 Arten existierten. Davon waren 28 Arten in ihrem Bestand gefährdet.
Die 1993 veröffentlichte Studie von Dickman und seinen Kollegen hob die Gefährdung einheimischer Säugetiere in der Western Division hervor und hatte großen Einfluss. Baumhöhlen, die den Kleinsäugern Unterschlupf boten, waren aufgrund von Baumrodungen nicht mehr vorhanden. Rinder und Schafe fressen einheimische Gräser und Sträucher, die sonst den einheimischen Säugern Nahrung liefern. Zudem zerstören ihre harten Hufe die Bauten. Wildkaninchen sind ebenfalls Nahrungskonkurrenten und Rotfüchse beziehungsweise verwilderte Hauskatzen dezimieren die Bestände der Beuteltiere und Nagetiere.
Die Regierung von New South Wales führte weitere Untersuchungen in der Western Division durch und innerhalb von ein paar Jahren wurden mehrere Naturschutzgebiete für die in der Studie beschriebenen gefährdeten Arten eingerichtet. 1996 wurde der Gundabooka-Nationalpark in der Nähe von Bourke gegründet, der ein Schutzgebiet für die Kleine Lappenfledermaus (Chalinolobus picatus) und die Springbeutelmaus (Antechinomys laniger) bietet.
1998 gehörte Dickman zu den Erstbeschreibern der Grauen Breitfußbeutelmaus (Antechinus agilis).

## Auszeichnungen
1980 erhielt Dickman die Troughton Memorial Medal der Australian Mammal Society. Im Jahr 2001 wurde er zum Mitglied der Royal Zoological Society of New South Wales gewählt. Im Jahr 2008 erhielt er den C. Hart Merriam Award der American Society of Mammalogists. Im selben Jahr erhielt sein Buch A Fragile Balance: The Extraordinary Story of Australian Marsupials den Whitley Award der Royal Zoological Society of New South Wales. Im Jahr 2015 wurde er mit der Clarke-Medaille der Royal Society of New South Wales ausgezeichnet. Im Jahr 2016 gewann der fünfte Band des Handbook of the Mammals of the World den Whitley Award, den Dickman stellvertretend für das Autorenteam entgegennahm. 2019 erhielt das gemeinsam mit Andrew Baker veröffentlichte Buch Secret Lives of Carnivorous Marsupials den Whitley Award in der Kategorie „höchst empfehlenswert“. 2021 wurde Dickman erneut mit dem Whitley Award ausgezeichnet und 2022 in die American Academy of Arts and Sciences gewählt.